# 환세 시리즈
환세 시리즈(일본어: 幻世シリーズ 겐세이시리즈[*])는 컴파일에서 1995년부터 전개했던 턴제 RPG 시리즈다.
제1편에 해당하는 『환세희담』만 패키지 판매였고, 나머지는 컴파일의 디스크매거진 『디스크 스테이션』의 번들로 출시되었다.
대한민국에서는 현지 업체 코리아크로스테크놀로지(KCT)와 합작한 자회사 컴파일코리아가 수입해서 판매했으며, 1997년 발매된 『디스크 스테이션 한국판』 Vol 2에 수록된 『환세취호전』이 폭발적으로 히트했다. 한국의 거의 모든 학교 컴퓨터실에 『환세취호전』이 설치되어 있었을 정도였다. 그래서 한국에서는 『환세취호전』이 『뿌요뿌요』를 능가하는 컴파일의 대표작으로 통했다.

## 시리즈 일람
- 『환세희담: 디스크 사가 3』(幻世喜譚 Disc Saga III) - 1995년 4월 1일 발매. 1992년부터 개발이 시작되었으나 자꾸 연기되어 외전격인 『풍광전』이 먼저 발매되었다.[2] 한국에서는 삼성전자가 MS-DOS에 이식해서 판매했다.
- 『환세풍광전』(幻世風狂伝) - DS vol.4에 수록. NEC PC-9800 시리즈용 소프트. 2011년 “프로젝트 EGG”에서,[3] 2017년에는 “야후! 게임게임 플러스”의 정액제 서비스 “EGGY”에서[2] 각각 배포되었다.
- 『환세쾌도전』(幻世快盗伝) - DS vol.8에 수록. NEC PC-9801 시리즈용 소프트.
- 『환세포물장』(幻世捕物帳) - DS vol.10에 수록. NEC PC-9801 시리즈용 소프트.
- 『환세쾌진극』(幻世快進劇) - DS vol.12에 수록. 윈도우 95용 소프트.
- 『환세취호전』(幻世酔虎伝) - DS vol.14에 수록. 윈도우 95용 소프트.
- 『환세희담 외전: 궁극의 에로책 전설』(幻世喜譚外伝 究極のエロ本伝説) - 전편은 DS vol.17에, 후편은 DS vol.18에 수록. 윈도우 95용 소프트. 엄밀히 말하면 RPG 게임이 아니라 인터랙티브 무비다.
- 『환세패유기』(幻世牌遊記) - DS vol.20에 수록. 윈도우 95용 소프트. 마작 게임.
- 『환세취호전 플러스』 - 2023년 11월 30일 발매된 『취호전』의 리마스터. 닌텐도 스위치용 소프트. 2024년 10월 7일 스팀 발매.[4]

## 등장인물
| 이름                      | 등장 작품 | 등장 작품   | 등장 작품   | 등장 작품   | 등장 작품   | 등장 작품   | 등장 작품         | 등장 작품   | 설명                                                                                      |
| 이름                      | 희담      | DS04 풍광전 | DS08 쾌도전 | DS10 포물장 | DS12 쾌진극 | DS14 취호전 | DS17-18 희담 외전 | DS20 패유기 | 설명                                                                                      |
| ------------------------- | --------- | ----------- | ----------- | ----------- | ----------- | ----------- | ----------------- | ----------- | ----------------------------------------------------------------------------------------- |
| 다리오스 ダリオス         | ⨉         | ◉           | ◯           | ⨉           | ⨉           | ◯           | ⨉                 | ⨉           | 인간 검사. 초원마을 정육점 주인. 마물들이 돼지를 훔쳐가자 찾으러 모험에 나선다.           |
| 린샹 リンシャン           | ⨉         | ⨉           | ⨉           | ⨉           | ⨉           | ◎           | ⨉                 | ◎           | 고양이 수인 권사.                                                                         |
| 스마슈 スマッシュ         | ◉         | ⨉           | ◎           | ◎           | ◉           | ◎           | ◉                 | ◎           | 개 수인 닌자.                                                                             |
| 실라 シーラ               | ◎         | ◯           | ⨉           | ⨉           | ⨉           | ⨉           | ⨉                 | ⨉           | 구름도시의 왕족. 『풍광전』에서는 왕녀이고 『희담』에서는 양위받아 여왕이 되었다.         |
| 아타호 アターホー         | ◎         | ⨉           | ⨉           | ⨉           | ⨉           | ◉           | ⨉                 | ◎           | 호랑이 수인 권사. 청류마을 뒷산 호랑이바위에서 호랑이 민족의 조상들의 무덤을 지키고 있다. |
| 알리바바 アリババ         | ◯         | ⨉           | ◉           | ⨉           | ⨉           | ⨉           | ⨉                 | ⨉           | 인간 도적. 조상 대대로 이어온 알리바바 도적단의 두목. 『희담』이후 의적으로 전향했다.     |
| 엘 エル                   | ⨉         | ◎           | ⨉           | ⨉           | ⨉           | ⨉           | ⨉                 | ⨉           | 인간 마술사. 다리오스와 동행한다.                                                         |
| 유리와카마루 ユリワカマル | ⨉         | ⨉           | ⨉           | ◎           | ⨉           | ⨉           | ⨉                 | ◎           | 인간 무사. 동쪽 섬나라 영주의 딸.                                                         |
| 키리 キリ                 | ◎         | ⨉           | ⨉           | ⨉           | ⨉           | ⨉           | ⨉                 | ⨉           | 인간 마술사, 기타리스트.                                                                  |
| 페톰 ペトゥム             | ◎         | ◎           | ◎           | ⨉           | ⨉           | ◯           | ⨉                 | ⨉           | 인간 마술사. 구름도시의 궁정마술사이며, 사람 등쳐먹는 것에 능하다.                        |
| 화린 ファーリン           | ◎         | ⨉           | ⨉           | ◉           | ⨉           | ⨉           | ◯                 | ◎           | 여우 수인 마술사. 여우 민족의 지도자.                                                     |